# Gummibeertje

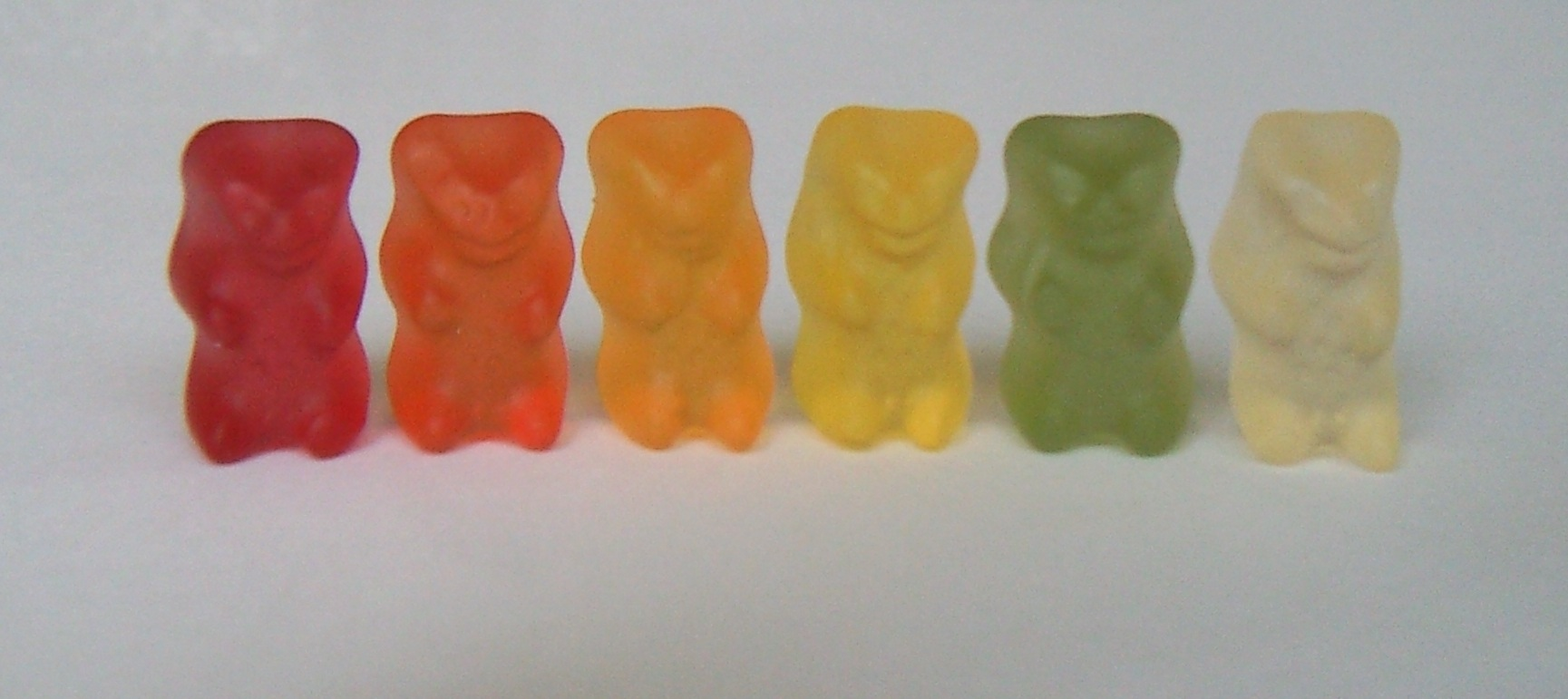

Een gummibeertje is een gelatinesnoepje in de vorm van een beertje.
Het gummibeertje werd in 1922 voor het eerst gemaakt door Hans Riegel sr., oprichter van snoepfabrikant Haribo. Voor de snoepjes deed Riegel inspiratie op van de beren die destijds op Duitse jaarmarkten optraden. Dagelijks worden ongeveer honderd miljoen ‘Goldbären’, onder welke naam de snoepjes door Haribo wereldwijd verkocht worden, geproduceerd.